# Vrbica (Veliko Trojstvo)
Vrbica is een plaats in de gemeente Veliko Trojstvo in de Kroatische provincie Bjelovar-Bilogora. De plaats telt 145 inwoners (2001).